# ミコラ・フヴィロヴィ
ミコラ・フヴィロヴィ（もしくはミコラ・フビロヴィ、ウクライナ語: Микола Хвильовий、ラテン文字転写: Mykola Khvylovy、1893年12月13日 - 1933年5月13日）は、ウクライナの小説家、詩人、政治活動家であり、革命後のウクライナ散文の創始者の一人である。本名はミコラ・フィティリオフ（ウクライナ語: Микола Φітільов、ラテン文字転写: Mykola Fitiliov）。1920年代から1930年代にかけてのウクライナ・ルネサンス文学を代表する一人である。

## 来歴
1916年にボゴドゥヒウ学校を卒業し、1919年にウクライナ共産党に入党した。1921年にはハルキウ市に引越した。
フヴィロヴィはいくつもの文学団体に所属しており、プロスウィタ協会、ウクライナの自由プロレタリア作家同盟 （VAPLITE）、ウクライナ全国プロレタリア文学の自由社会（VUSPP）などのメンバーであった。
ウクライナ自由プロレタリア安家同盟のメンバーには、当時ハルキウ市にいた最も著名なウクライナ人作家が含まれていた（ミハイロ・ヤロヴィ、アルカディ・リュブチェンコ、ミコラ・クリシュ、マイク・ヨハンセン、フリホリ・エピク、パヴロ・ティチナ、ミコラ・バザン、ユーリー・ヤノフスキー、ヴォロディミール・ソシュラ、ユーリー・スモリチ、イワン・ドニプロフスキー、オレクサンドル・コピレンコなど）。
VAPLITEはイデオロギー集団であり、彼らはウクライナ国家の回復を目的としていた。新しい世界観とイデオロギー、ウクライナの新しいイメージの創造者とされるフヴィロヴィの活動によって、ウクライナの文化や精神性が徐々に形成され始めた。
1933年春、リュブチェンコとともにポルタヴァ地方を訪れ、そこでホロドモールを目にした。また、作家であるミハイロ・ヤロヴィの逮捕後、ウクライナの創造的インテリに対する大規模弾圧に対する抗議として、1933年5月13日にハルキウ市の「スロボ」作家の家で自殺した。フヴィロヴィの死は、ウクライナ国家共産主義のイデオロギーの崩壊と、1920年代と1930年代のウクライナ国家復興の終焉を象徴することになった。

### 銃殺されたルネサンス
1920年代、ハルキウ市はウクライナの新たな文芸運動、ウクライナ・ルネサンスの中心地となった。それと同時に、文芸運動を担った作家たちが集団殺害されたため、この文芸運動は「銃殺されたルネサンス」とも呼ばれる。
ロシア革命後、1917年から1932年までボリシェヴィキによって比較的自由が認められた時期に、短編小説作家で批評家のフヴィロヴィを含む多くの作家が現れた。彼は当初、革命を称賛していたが、次第に批判的になった。彼の生前のソ連政策によって、1932年に共産党は社会主義リアリズムを必須の文学様式として強制するようになった。
1933年から1938年にかけてソ連の指導者ヨシフ・スターリンが行った大粛清によってウクライナの作家は激減し、その多くが投獄・処刑された。生きのびた作家の多くは亡命した。ウクライナ文学の方針について活発な議論が展開され、フヴィロヴィは「モスクワから離れよ！」というスローガンを掲げた。そして、ヨーロッパへの文化的指向を促した。反宗教的なプロパガンダや干渉にもかかわらず、国家復興の重要な契機をもたらしたのは、1921年の設立以来、ウクライナの知識層や農民の間で幅広い支持を得ていたウクライナ独立正教会の力によるものであった。

## 代表作
- 『ヤマシギ』（1927年、未完成）
- 『小論文』
- 『アラベスク』（1927年、短編）

## 関連文献
- 石川達夫 編『ロシア・東欧の抵抗精神 抑圧・弾圧の中での言葉と文化』成文社、2023年。
  - 奈倉有里『銃殺された文学──一九二〇年代の若手文学グループ「マラドニャーク」と現代作家サーシャ・フィリペンコをつなぐ歴史』。
  - 奈倉有里『銃殺された文芸復興──一九三〇年代の文学グループ弾圧と、現代にいたる言語と民族の問題』。
- 中井和夫『ウクライナ・インテレクチュアル・ヒストリー』群像社、2024年。